# モナ・ユール
モナ・ユール（Mona Juul、1959年4月10日 - ）は、ノルウェー・ヌール・トロンデラーグ県スタインシャー出身の外交官・政治家。ノルウェー外務省の役人であり、ノルウェー労働党の政治家である。
ユールはヌール・トロンデラーグ県スタインシャーのスパルブ村出身で、オスロ大学で政治学の教育を受けた。彼女は1990年代にオスロ合意を促進する重要な役割を果たした。2019年7月25日、ユールは国連経済社会理事会議長に選出された。

## オスロ合意
夫であり外交官・政治家のテリエ・ロード＝ラーセンとともに、ユールは1990年代のオスロ合意で重要な役割を果たした。オスロ合意は中東の平和に関する重要な合意である。ユールと夫が主に積極的に仲介した秘密交渉は、1993年9月13日にワシントンD.C.で、イスラエルとパレスチナ解放機構（PLO）の間で初めての協定に調印した。
ユールと他のオスロのファシリテーターチームは、イスラエルとPLO間の紛争に焦点を当て、敵対者自身が和平合意を作成する必要があり、調停者として行動するグループが交渉の適切な取り決めを行うのに不可欠であることを知っていた。
2016年の、著名な劇作家J・T・ロジャーズによるブロードウェイの演劇「オスロ」は、オスロの交渉を崩壊から救った（伝えられるところによれば）裏交渉を仲介する際に、これまでに知られていなかったユールと彼女の夫テリエ・ロード・ラーセンと、それに関わった人々について顕彰するドラマである。

## 21世紀になってからの経歴
ノルウェーの21世紀最初の2000年から2001年までのストルテンベルク政権で、ユールは外務省の国務長官に任命された。2001年から2004年まで、駐イスラエルのノルウェー大使を務めた。2005年以来、国連へのノルウェー代表団の副所長兼大使を務める。2014年9月1日、彼女はキム・トラアヴィックの後任として駐英国ノルウェー大使となり、2019年まで同職を務めた。